# Läntinen suurpiiri
Läntinen suurpiiri (en sueco, Västra stordistriktet, en español, Gran Distrito Oeste) agrupa los distritos del oeste de la capital de Finlandia, Helsinki. Incluye cinco distritos urbanísticos, administrativos y de servicios: Reijola, Munkkiniemi, Haaga, Pitäjänmäki y Kaarela.
Cada distrito del Gran Distrito Oeste está dividido a su vez en varios subdistritos:
- Distrito de Reijola
  - Laakso
  - Ruskeasuo
  - Meilahti

- Distrito de Munkkiniemi:
  - Niemenmäki
  - Munkkivuori
  - Talinranta
  - Vanha Munkkiniemi
  - Kuusisaari
  - Lehtisaari

- Distrito de Haaga:
  - Etelä-Haaga
  - Kivihaka
  - Pohjois-Haaga
  - Lassila

- Distrito de Pitäjänmäki:
  - Tali
  - Pajamäki
  - Pitäjänmäen teollisuusalue
  - Reimarla
  - Marttila
  - Konala

- Distrito de Kaarela:
  - Kannelmäki
  - Malminkartano
  - Maununneva
  - Hakuninmaa